# Ammophila pruinosa
Ammophila pruinosa là một loài tò vò trong họ Sphecidae, thuộc chi Ammophila. Loài này được Cresson miêu tả khoa học đầu tiên năm 1865.